# Рингольд
Рингольд (лит. Ringaudas) - літописний Великий князь Литовський, відомий з легенд про Палемоновичів. Батьком Рингольда називається Новогрудський князь Альгимонт
Згідно з польським істориком другої половини XVI століття, що спирався на попередні перекази, Матея Стрийковського, ще в 1200 році Рингольд за згодою станів зайняв трон у Новогрудку. У версії Стрийковського, Рингольд був першим, хто прийняв титул князя Литовського, оскільки княжив не тільки в Новогрудку та «на інших містах руських», а й у Жемайтії та Литві.